# (35594) 1998 HY114
1998 HY114 (asteroide 35594) é um asteroide da cintura principal. Possui uma excentricidade de 0.22895020 e uma inclinação de 13.19150º.
Este asteroide foi descoberto no dia 23 de abril de 1998 por LINEAR em Socorro.